# Vọng nguyệt (Hồ Chí Minh)

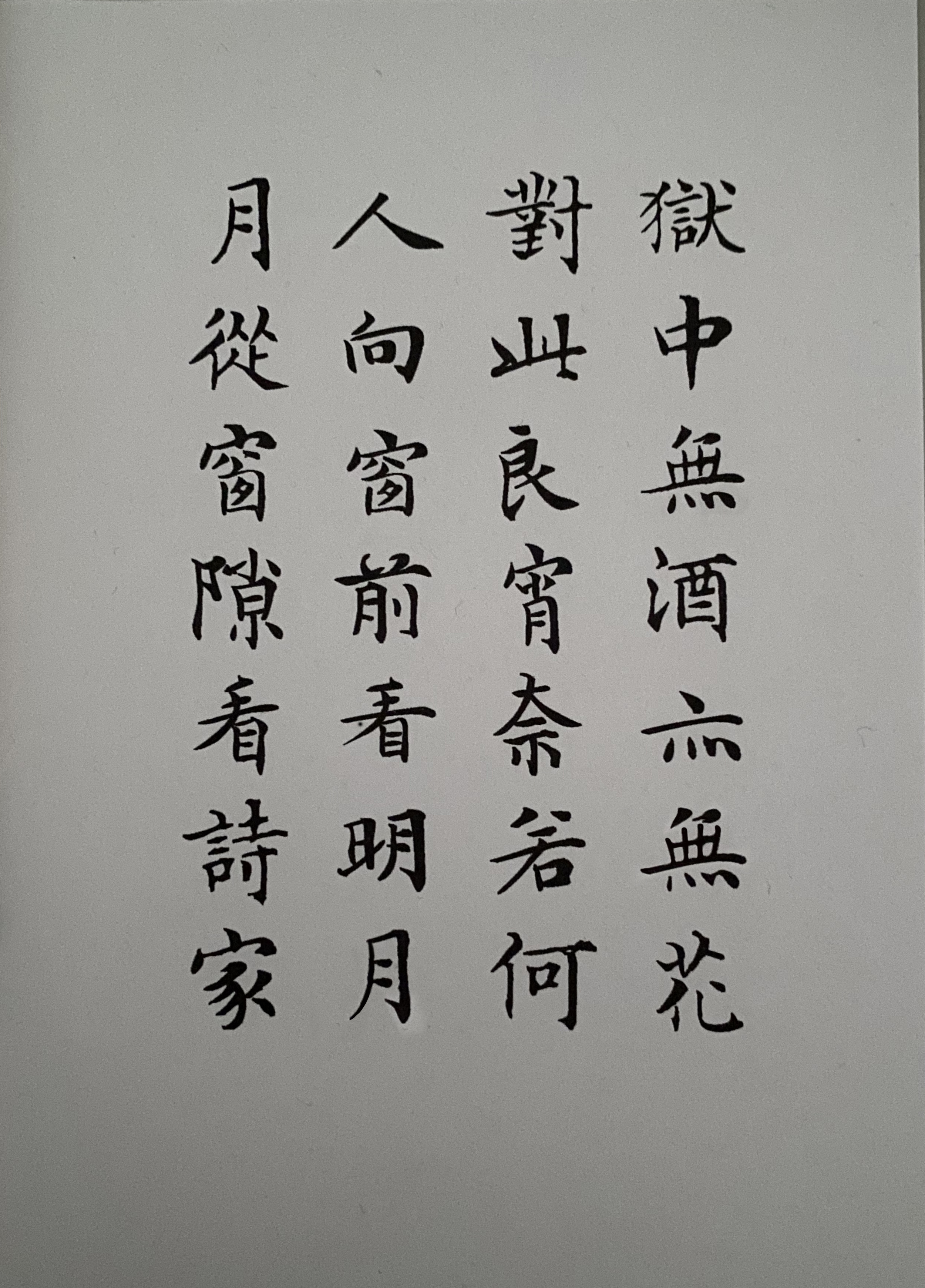
Nguyên văn chữ Hán của "Vọng nguyệt" viết theo lối khải thư, phải qua trái, trên xuống dưới.

"Vọng nguyệt" (chữ Hán: 望月; tựa Quốc ngữ: "Ngắm trăng") là một bài thơ chữ Hán thuộc thể thất ngôn tứ tuyệt do Hồ Chí Minh sáng tác trong khoảng thời gian 1942–1943 khi ông bị giam cầm tại Trung Quốc vì bị tình nghi là gián điệp. Bài thơ được đánh giá là một trong những thi phẩm nổi tiếng và xuất sắc nhất của tập thơ Nhật ký trong tù, bản dịch chữ Quốc Ngữ của "Vọng nguyệt" xuất hiện trong chương trình giảng dạy môn Ngữ văn bậc trung học cơ sở tại Việt Nam. Nguyên tác chữ Hán của bài thơ thường được các thư pháp gia thể hiện lại bằng nhiều thể chữ khác nhau, đơn cử như Hành thư hay Thảo thư, và thường xuất hiện trong các triển lãm thư pháp Hán văn tại Việt Nam.